# Lista de governantes de Kiev
Esta página é uma Lista de governantes de Kiev e Novogárdia Magna do período da Rússia Kievana.

## Príncipes e grão-príncipes de Kiev

### Dinastia ruríquida
| #  | Nome                         |  | Início do governo       | Fim do governo          | Cognome(s)     | Notas |
| -- | ---------------------------- |  | ----------------------- | ----------------------- | -------------- | --- |
| 1  | Rurique I[carece de fontes?] |  | 862                     | 879                     |                | Originário de Novgorod, inaugura a Dinastia Rurique. |
| 2  | Olegue                       |  | 879                     | 912                     |                | Primeiro knyaz ("príncipe") de Kiev. A relação com Rurique e Igor é contestada. A data de ascensão não é clara na Crônica Primária. A data da morte é contestada: - 912 (de acordo com a Crônica Primária) - 922 (de acordo com a Primeira Crônica de Novogárdia) - Década de 940 (de acordo com a Carta de Genizah) |
| 3  | Igor I                       |  | 912                     | 945                     | O Velho        | Filho de Rurique de acordo com a Crônica Primária, mas muitos estudiosos duvidam ou rejeitam essa afirmação. |
| -  | Olga                         |  | 945                     | 962                     | A Bela         | Viúva de Igor. Regente em nome do filho, Esvetoslau I. Falece em 969. |
| 4  | Esvetoslau I                 |  | 962                     | Março de 972            | O Bravo        | Filho de Igor e Olga. |
| 5  | Jaropolco I                  |  | Março de 972            | 980                     |                | Filho do rei Esvetoslau I. |
| 6  | Valdemar I                   |  | 980                     | 15 de Julho de 1015     | O Grande       | Filho do rei Esvetoslau I. |
| 7  | Esvetopolco I                |  | 15 de Julho de 1015     | 1019                    | O Amaldiçoado  | Filho de Jaropolco I. |
| 8  | Jaroslau I                   |  | 1019                    | 20 de Fevereiro de 1054 | O Sábio        | Filho de Vladimir I. |
| 9  | Iziaslau I                   |  | 20 de Fevereiro de 1054 | 14 de Setembro de 1068  |                | Filho de Jaroslau I. Governa pela primeira vez. |
| 10 | Useslau                      |  | 14 de Setembro de 1068  | 1069                    |                | Filho do príncipe Bryachislav de Polotzk. |
| 9  | Iziaslau I                   |  | 1069                    | 1073                    |                | Filho de Jaroslau I. Governa pela segunda vez. |
| 11 | Esvetoslau II                |  | 1073                    | 1076                    |                | Filho de Jaroslau I. |
| 9  | Iziaslau I                   |  | 1076                    | 3 de Outubro de 1078    |                | Filho de Jaroslau I. Governa pela terceira vez. |
| 12 | Usevolodo I                  |  | 3 de Outubro de 1078    | 13 de Abril de 1093     |                | Filho de Jaroslau I. |
| 13 | Esvetopolco II               |  | 13 de Abril de 1093     | 16 de Abril de 1113     |                | |
| 14 | Valdemar II Monómaco         |  | 16 de Abril de 1113     | 19 de Maio de 1125      |                | |
| 15 | Mistislau I                  |  | 19 de Maio de 1125      | 14 de Abril de 1132     | O Grande       | |
| 16 | Jaropolco II                 |  | 14 de Abril de 1132     | 18 de Fevereiro de 1139 |                | Irmão de Mistislau I. |
| 17 | Viacheslau I                 |  | 18 de Fevereiro de 1139 | 5 de Março de 1139      |                | Governa pela primeira vez. Irmão de Mistislau I e Jaropolco II. |
| 18 | Usevolodo II                 |  | 5 de Março de 1139      | 1 de Agosto de 1146     |                | Casou com Maria, que era irmã de Mistislau I, Jaropolco II e Viacheslau I. |
| 19 | Igor II                      |  | 2 de Agosto de 1146     | 12 de Agosto de 1146    |                | Irmão de Vsevolodo II. Falece em 1147. |
| 20 | Iziaslau II                  |  | 12 de Agosto de 1146    | 1149                    |                | Filho de Mistislau I. Governa pela primeira vez. |
| 21 | Jorge I                      |  | 1149                    | 1151                    | O Mão-Longa    | Filho de Vladimir II. Governa pela primeira vez. |
| 17 | Viacheslau I                 |  | 1151                    | 2 de Fevereiro de 1154  |                | Governa pela segunda vez, conjuntamente com Iziaslau II. |
| 20 | Iziaslau II                  |  | 1151                    | 13 de Novembro de 1154  |                | Governa pela segunda vez, conjuntamente com Viacheslau I. |
| 22 | Rostislau I                  |  | 13 de Novembro de 1154  | 1154                    |                | Irmão de Iziaslau II. Governa pela primeira vez. |
| 23 | Iziaslau III                 |  | 1154                    | 1155                    |                | Neto de Esvetoslau II. Governa pela primeira vez. |
| 21 | Jorge I                      |  | 1155                    | 15 de Maio de 1157      | O Mão-Longa    | Governa pela segunda vez. |
| 23 | Iziaslau III                 |  | 15 de Maio de 1157      | 1158                    |                | Governa pela segunda vez. |
| 22 | Rostislau I                  |  | 1158                    | 14 de Março de 1167     |                | Governa pela segunda vez. Em 1162 governa com Iziaslau III. |
| 23 | Iziaslau III                 |  | 1162                    | 1162                    |                | Governa pela terceira vez, conjuntamente com Rostislau I. |
| 24 | Mistislau II                 |  | 14 de Março de 1167     | 1170                    |                | Filho de Iziaslau II. |
| 25 | Glebo                        |  | 1170                    | 1171                    |                | Filho de Jorge I. |
| 26 | Valdemar III                 |  | 1171                    | 12 de Junho de 1171     |                | Filho de Mistislau I. |
| 27 | Miguel I                     |  | 12 de Junho de 1171     | 1 de Julho de 1171      |                | Meio-irmão de Glebo. |
| 28 | Romano I                     |  | 1 de Julho de 1171      | 1173                    |                | Filho de Rostislau I. Governa pela primeira vez. |
| 29 | Usevolodo III                |  | 1173                    | 24 de Março de 1173     | O Grande Ninho | Irmão de Miguel I. |
| 30 | Rurique II                   |  | 24 de Março de 1173     | 1173                    |                | Irmão de Romano I. Governa pela primeira vez. |
| 34 | Jaroslau II                  |  | 1173                    | 1174                    |                | Filho de Iziaslau II. |
| 28 | Romano I                     |  | 1174                    | 1177                    |                | Governa pela segunda vez. |
| 31 | Esvetoslau III               |  | 1177                    | 1181                    |                | Filho de Usevolodo II. Governa pela primeira vez. |
| 30 | Rurique II                   |  | 1181                    | 1181                    |                | Governa pela segunda vez. |
| 31 | Esvetoslau III               |  | 1181                    | 25 de Julho de 1194     |                | Filho de Vsevolodo II. Governa pela segunda vez. |
| 30 | Rurique II                   |  | 25 de Julho de 1194     | 1201                    |                | Governa pela terceira vez. |
| 32 | Igor III                     |  | 1201                    | 1202                    |                | Filho de Jaroslau II. Governa pela primeira vez. |
| 30 | Rurique II                   |  | 1202                    | 1204                    |                | Governa pela quarta vez. |
| 33 | Romano II                    |  | 1204                    | 19 de Junho de 1205     | O Grande       | Filho de Mistislau II. Também príncipe de Halych e rei da Galícia-Volínia (1199-1205). |
| 34 | Rostislau II                 |  | 1204                    | 19 de Junho de 1205     |                | Governa com Romano II até à morte deste. |
| 30 | Rurique II                   |  | 19 de Junho de 1205     | 1206                    |                | Governa pela quinta vez. |
| 35 | Usevolodo IV                 |  | 1206                    | 1207                    | O Vermelho     | Filho de Esvetoslau III. Governa pela primeira vez. |
| 30 | Rurique II                   |  | 1207                    | 1210                    |                | Governa pela sexta e última vez. |
| 35 | Usevolodo IV                 |  | 1210                    | Agosto de 1212          | O Vermelho     | Governa pela segunda vez. |
| 32 | Igor III                     |  | Agosto de 1212          | 1212                    |                | Governa pela segunda vez. |
| 36 | Mistislau III                |  | 1212                    | 31 de Maio de 1223      | O Velho        | Filho de Romano I. |
| 37 | Vlaldemar IV                 |  | 31 de Maio de 1223      | Maio de 1235            |                | Filho de Rurique II. |
| 38 | Iziaslau IV                  |  | Maio de 1235            | Maio de 1236            |                | Filho de Vladimir III. |
| 39 | Jaroslau III                 |  | Maio de 1236            | 1238                    |                | Filho de Vsevolodo III. Governa pela primeira vez. |
| 40 | Miguel II                    |  | 1238                    | 1239                    |                | Filho de Vsevolodo IV. Governa pela primeira vez. Também príncipe de Czernicóvia. |
| 41 | Rostislau III                |  | 1239                    | 1239                    |                | Bisneto de Rostislau I. |
| 42 | Daniel                       |  | 1239                    | 1240                    |                | Filho de Romano II. Também rei da Galícia-Volínia (1205-1264). |
| 40 | Miguel II                    |  | 1241                    | 20 de Setembro de 1246  |                | Governa pela segunda vez. |
| 39 | Jaroslau III                 |  | 20 de Setembro de 1246  | 30 de Setembro de 1246  |                | Governa pela segunda vez. |
| 43 | Alexandre                    |  | 30 de Setembro de 1246  | 14 de Novembro de 1263  |                | Filho de Jaroslau III. |
| 44 | Jaroslau IV                  |  | 14 de Novembro de 1263  | 16 de Setembro de 1271  |                | Irmão de Alexandre. |
| 45 | Lev                          |  | 16 de Setembro de 1271  | 1301                    |                | Filho de Daniel. Também rei da Galícia-Volínia (1264-1301). |